# Auktoritetsargument
Ett auktoritetsargument (argumentum ab auctoritate) är en form av argument där något påstås vara sant för att en auktoritet (ofta akademisk) påstår det. Auktoritetsargument är en form av genetiska argument.
Form:
- Auktoritet A påstår att P är sant
- Alltså är P sant

Exempel:
- Professorn i cellbiologi menar att cellplasma mest består av vatten
- Alltså består cellplasma mest av vatten

Auktoritetsargument kan leda till argumentationsfel eftersom sanningshalten i en uppgift inte beror på vem som framför den. Detta gäller även uppgifter som lämnas av sakkunniga, även om det i induktiva resonemang kan antas troligare för sakkunniga att lämna sanna uppgifter.
Exempel:
- Professorn i cellbiologi menar att cellplasma mest består av guld
- Alltså består cellplasma mest av guld

Auktoritetsargument åberopas ofta när någons auktoritet inom ett område förs fram som stöd åt ett uttalande inom ett annat område än där denne är auktoritet.
Exempel:
- Professorn i cellbiologi menar att månen har en underjordisk ocean
- Alltså har månen en underjordisk ocean